# Clase Sierra (patrullero)
La Clase Sierra es una clase de patrulla oceánica (OPV), construido y diseñado por la Armada de México para su propio uso. Es una actualización de la Clase Holzinger por lo que en algún momento se conoció como Clase Holzinger 2000. 
Los buques patrulla oceánica clase Sierra fueron geométricamente creados con el diseño Stealth, para reducir la firma de radar. Concebidos bajo el concepto trinomio, cuenta con una embarcación interceptora con velocidad de 50 nudos, así como un helicóptero embarcado el cual puede ser un Eurocopter Panther AS 565MB, un Eurocopter Fennec AS 555, Bölkow Bo 105 CB o un MD 902 Explorer.
Tienen como misión realizar operaciones navales en la Zona Económica Exclusiva, para ejercer las funciones del Estado mexicano en la mar, además de efectuar operaciones de búsqueda y rescate, apoyo a la población civil en casos de desastre y apoyo marítimo, entre otras.
Estos buques fueron construidos en los Astilleros de la Armada (ASTIMAR) 1 y 20 en Tampico y en Salina Cruz.

## Unidades
| Identificativo | Nombre               | Alta en la Armada | Baja en la Armada |
| -------------- | -------------------- | ----------------- | ----------------- |
| PO 141         | ARM Justo Sierra     | 01/06/1999        |                   |
| PO 142         | ARM Benito Juárez    |                   | 24/10/2003        |
| PO 143         | ARM Guillermo Prieto | 18/09/1999        |                   |
| PO 144         | ARM Romero           | 17/09/1999        |                   |

## ARM Benito Juárez PO 142
El buque ARM Benito Juárez era una de las cuatro Patrullas Oceánicas clase Sierra, la cual sufrió un accidente el 24 de octubre de 2003, mientras navegaba en operaciones de rutina en aguas del Golfo de México, se registró un incendio en el cuarto de máquinas.